# Ranavav
Ranavav é uma cidade e um município no distrito de Porbandar, no estado indiano de Gujarat.

## Geografia
Ranavav está localizada a 21° 41′ N, 69° 45′ L. Tem uma altitude média de 40  metros (131  pés).

## Demografia
Segundo o censo de 2001, Ranavav tinha uma população de 24 202 habitantes. Os indivíduos do sexo masculino constituem 51% da população e os do sexo feminino 49%. Ranavav tem uma taxa de literacia de 63%, superior à média nacional de 59,5%: a literacia no sexo masculino é de 70% e no sexo feminino é de 55%. Em Ranavav, 15% da população está abaixo dos 6 anos de idade.